# Митчелл-Блэйк, Нетанил
Нетанил Митчелл-Блейк (англ. Nethaneel Mitchell-Blake; род. 2 апреля 1994, Ньюэм, Большой Лондон) — британский легкоатлет, который специализируется в спринте, призёр Олимпийских игр 2024 года, чемпион и призёр мировых и континентальных первенств в спринтерских и эстафетных дисциплинах, рекордсмен Европы. Участник Олимпийских игр (2016 и 2020).
На мировом первенстве-2017 в составе британского эстафетного квартета 4×100 метров стал чемпионом мира с новым рекордом Европы (37,47).
На следующем мировом первенстве в Дохе стал соавтором нового европейского рекорда в эстафете 4×100 метров (37,36), который позволил британскому квартету спринтеров получить серебряную награду.

## Биография
Родился в семье Джозефа Блейка и Одри Митчелл-Блейк в Ньюэме, Лондон. Позже его семья переехала на Ямайку, когда ему было тринадцать лет. В детстве он уже активно участвовал в соревнованиях в Великобритании, его талант к бегу на короткие дистанции был признан колледжем Ямайки, который принял его, и он участвовал в чемпионате для мальчиков и девочек между средними школами . После победы на 200 м на чемпионате Ямайки среди юниоров 2011 года с личным рекордом в 21,54 секунды, он был выбран для участия в соревнованиях за Великобританию на чемпионате мира по легкой атлетике 2011 года и занял пятое место в своем полуфинале.